# Vilarelho
Vilarelho é uma localidade portuguesa do Município de Caminha que foi sede da extinta Freguesia de Vilarelho, freguesia que tinha 4,68 km² de área e 1 125 habitantes (2011), e, por isso, uma densidade populacional de 240,4 hab/km².
A Freguesia de Vilarelho foi extinta em 2013, no âmbito de uma reforma administrativa nacional, tendo sido agregada à freguesia de Caminha (Matriz), para formar uma nova freguesia denominada União das Freguesias de Caminha (Matriz) e Vilarelho com a sede em Caminha.

## População
| População da freguesia de Vilarelho | População da freguesia de Vilarelho | População da freguesia de Vilarelho | População da freguesia de Vilarelho | População da freguesia de Vilarelho | População da freguesia de Vilarelho | População da freguesia de Vilarelho | População da freguesia de Vilarelho | População da freguesia de Vilarelho | População da freguesia de Vilarelho | População da freguesia de Vilarelho | População da freguesia de Vilarelho | População da freguesia de Vilarelho | População da freguesia de Vilarelho | População da freguesia de Vilarelho |
| ----------------------------------- | ----------------------------------- | ----------------------------------- | ----------------------------------- | ----------------------------------- | ----------------------------------- | ----------------------------------- | ----------------------------------- | ----------------------------------- | ----------------------------------- | ----------------------------------- | ----------------------------------- | ----------------------------------- | ----------------------------------- | ----------------------------------- |
| 1864                                | 1878                                | 1890                                | 1900                                | 1911                                | 1920                                | 1930                                | 1940                                | 1950                                | 1960                                | 1970                                | 1981                                | 1991                                | 2001                                | 2011                                |
| 377                                 | 531                                 | 490                                 | 519                                 | 582                                 | 487                                 | 602                                 | 628                                 | 612                                 | 477                                 | 510                                 | 712                                 | 735                                 | 983                                 | 1 125                               |

| Distribuição da População por Grupos Etários | Distribuição da População por Grupos Etários | Distribuição da População por Grupos Etários | Distribuição da População por Grupos Etários | Distribuição da População por Grupos Etários | Distribuição da População por Grupos Etários | Distribuição da População por Grupos Etários | Distribuição da População por Grupos Etários | Distribuição da População por Grupos Etários | Distribuição da População por Grupos Etários |
| -------------------------------------------- | -------------------------------------------- | -------------------------------------------- | -------------------------------------------- | -------------------------------------------- | -------------------------------------------- | -------------------------------------------- | -------------------------------------------- | -------------------------------------------- | -------------------------------------------- |
| Ano                                          | 0-14 Anos                                    | 15-24 Anos                                   | 25-64 Anos                                   | > 65 Anos                                    |                                              | 0-14 Anos                                    | 15-24 Anos                                   | 25-64 Anos                                   | > 65 Anos                                    |
| 2001                                         | 148                                          | 152                                          | 515                                          | 168                                          |                                              | 15,1%                                        | 15,5%                                        | 52,4%                                        | 17,1%                                        |
| 2011                                         | 155                                          | 121                                          | 633                                          | 216                                          |                                              | 13,8%                                        | 10,8%                                        | 56,3%                                        | 19,2%                                        |

## Património
- Casa de Esteiró, jardins e mata anexa
- Estação arqueológica do Alto do Coto da Pena